# 아이슬란드 항공의 운항 노선
아래는 아이슬란드 항공의 취항지 목록이다.

## 운항 노선

### 유럽

#### 서유럽
- 영국
  - 런던 - 런던 히드로 국제공항 *
  - 런던 - 런던 개트윅 국제공항
  - 글래스고 - 글래스고 국제공항
  - 맨체스터 - 맨체스터 국제공항
  - 캐슬 도닝턴 - 이스트 미들랜드 공항 화물
- 프랑스
  - 파리 - 파리 샤를 드 골 국제공항
- 독일
  - 베를린 - 베를린 테겔 국제공항
  - 뮌헨 - 뮌헨 국제공항
  - 프랑크푸르트 - 프랑크푸르트 국제공항
  - 함부르크 - 함부르크 국제공항 계절편
- 아일랜드
  - 더블린 - 더블린 공항
- 네덜란드
  - 암스테르담 - 암스테르담 스키폴 국제공항
- 벨기에
  - 브뤼셀 - 브뤼셀 국제공항
  - 리에주 - 리에주 공항 화물

#### 중유럽
- 스위스
  - 제네바 - 제네바 국제공항 계절편
  - 취리히 - 취리히 국제공항

#### 남유럽
- 스페인
  - 마드리드 - 마드리드 바라하스 국제공항 계절편
  - 라스팔마스 - 그란 카나리아 공항 전세편
  - 바르셀로나 - 바르셀로나 엘프라트 국제공항 전세편
  - 알리칸테 - 알리칸테 리체 공항 전세편
  - 테네리페 - 테네리페 사우스 공항 전세편
- 이탈리아
  - 밀라노 - 밀라노 말펜사 국제공항 계절편
  - 베로나 - 베로나 빌라프란카 공항 전세편

#### 북유럽
- 아이슬란드
  - 레이캬비크 - 케플라비크 국제공항 허브
  - 아큐레이 - 아큐레이 공항
- 노르웨이
  - 오슬로 - 오슬로 가르데르모엔 국제공항
  - 베르겐 - 베르겐 공항 계절편
- 덴마크
  - 코펜하겐 - 코펜하겐 카스트럽 국제공항
  - 빌룬드 - 빌룬드 공항 계절편
- 스웨덴
  - 스톡홀름 - 스톡홀름 알란다 국제공항
  - 예테보리 - 예테보리 란드베터 국제공항 계절편
- 핀란드
  - 헬싱키 - 헬싱키 반타 국제공항

### 북아메리카
- 미국
  - 워싱턴 D.C - 워싱턴 덜레스 국제공항
  - 뉴욕 - 존 F. 케네디 국제공항
  - 뉴어크 - 뉴어크 리버티 국제공항
  - 덴버 - 덴버 국제공항
  - 미니애폴리스 - 미니애폴리스 세인트폴 국제공항
  - 보스턴 - 보스턴 로건 국제공항
  - 샌프란시스코 - 샌프란시스코 국제공항
  - 시애틀 - 시애틀 타코마 국제공항
  - 시카고 - 시카고 오헤어 국제공항
  - 앵커리지 - 테드 스티븐스 앵커리지 국제공항 계절편
  - 올랜도 - 올랜도 국제공항
  - 캔자스시티 - 캔자스시키 국제공항 계절편
  - 클리블랜드 - 클리블랜드 홉킨스 국제공항
  - 탬파 - 탬파 국제공항 계절편
  - 포틀랜드 - 포틀랜드 국제공항
  - 필라델피아 - 필라델피아 국제공항
- 캐나다
  - 몬트리올 - 몬트리올 피에르 엘리오트 트뤼도 국제공항 계절편
  - 밴쿠버 - 밴쿠버 국제공항
  - 애드먼턴 - 애드먼턴 국제공항 계절편
  - 토론토 - 토론토 피어슨 국제공항
  - 핼리팩스 - 핼리팩스 스탠필드 국제공항 계절편

## 단항 노선

### 아시아

#### 동북아시아
- 일본
  - 도쿄 - 나리타 국제공항

### 유럽

#### 서유럽
- 영국
  - 버밍엄 - 버밍엄 공항
  - 벨파스트 - 조지 베스트 벨파스트 시티 공항
  - 애버딘 - 애버딘 공항
- 룩셈부르크
  - 룩셈부르크 - 룩셈부르크 핀델 국제공항

#### 동유럽
- 러시아
  - 상트페테르부르크 - 풀코보 국제공항

#### 북유럽
- 노르웨이
  - 스타방게르 - 스타방게르 솔라 공항
  - 트론헤임 - 트론헤임 베르네스 공항

### 아메리카

#### 북아메리카
- 미국
  - 댈러스 - 댈러스 포트워스 국제공항
  - 볼티모어 - 볼티모어 워싱턴 국제공항
  - 올랜도 - 올랜도 샌포드 국제공항